# Teodor Balsamó
Teodor Balsamó (en llatí Theodorus Balsamo) va ser un canonista grec nascut a Constantinoble. Sota Manuel I Comnè va ocupar els càrrec de Magnae Ecclesiae Diaconus (Diaca de Santa Sofia), nomofílac i cartofílac.
Sota Isaac II Àngel va ser nomenat patriarca d'Antioquia l'any 1185, però degut a la invasió llatina mai va arribar a ocupar la seu i els afers del patriarcat es van portar des de Constantinoble. Va morir cap a l'any 1204.
S'han conservat algunes obres d'aquest autor. Tenen importància uns escolis (Scholia) sobre les obres titulades Syntagma i Nomocanon de Foci I de Constantinoble, obra que va iniciar amb el patrocini de Manuel I Comnè. Els va començar a escriure segurament l'any 1166 i els va completar cap al 1192. Són de molta utilitat per comprendre la relació del dret (Codi Justinià) de l'Imperi Romà d'Orient amb el dret canònic de l'Església ortodoxa.
Es conserven altres obres de Balsamó com el llibre Μελετῶν καὶ ἀποκρίσεων, amb preguntes i respostes del patriarca Marc III d'Alexandria. Se li han atribuït erròniament diverses obres entre les quals unes Constitucions eclesiàstiques en tres llibres, compilades de la Digesta, el Codi de Justinià i les Novellae, una obra anterior a la seva època. També se li va atribuir una Glossa ordinaria recopilada a partir del segle xii que es recitava a Santa Sofia.